# めざせ!イカ天 ロックンOL物語
『めざせ!イカ天 ロックンOL物語』（めざせいかてん オーエルものがたり）は、1990年5月12日にTBSの2時間ドラマ枠『ドラマチック22』内で放送された単発のテレビドラマ。
当時、同じTBSの土曜日深夜に放送されていた『三宅裕司のいかすバンド天国』（イカ天）が社会現象を起こすほどの人気絶頂期にあり、それにあやかる形で企画された作品。三宅裕司、相原勇の両司会者も本人役として出演、『イカ天』のスタジオでのシーンは実際のセット、音楽、演出方法をそのまま使用、ナレーションも『イカ天』本編と同じく関口伸が務めていた。但し審査員の出演は無かった。
なお、本作は全国ネットの枠で放送されたため、『イカ天』がネットされていなかった地域にも放送されていた。

## ストーリー
本作は、小学校時代の同級生だった田村由里子（藤田朋子）と山中五月（森川由加里）の友情物語を中心に描かれている。
五月がボーカルを務める『め組BAND』は晴れて『イカ天』本選出場を果たすが、“ワイプ”に遭って“完奏”出来なかった。その後、ライブ喫茶「エルサレム」での反省会で口論となり、め組BANDは解散状態となってしまう。五月はリベンジを果たすべく、女性ばかりのメンバーを集めて『ザ・地球丸』を結成。無事、ビデオ審査を通過し、イカ天本選出場が決まるがそんな矢先、メンバーの一人・アキエが警察に捕まってしまい、このピンチに五月は代役として由里子を指名する。しかしその五月にもバンド移籍の話が。果たして、ザ・地球丸の行方は…

## 登場人物
- 田村由里子（藤田朋子）

普段はOL。五月とは群馬県の同じ小学校の同級生であり、小学校卒業以来10年ぶりに再会する。『ザ・地球丸』結成と共にマネージャーとして係わるようになるが、バンドメンバーをかっこ良く思ってそれをまた羨ましくも思うようになり、本田一葉の部屋に偶然あったベースを使って独自にベースの練習をするようになる。その姿勢が買われて、アキエの突然の離脱後の代役として白羽の矢が立たされる。
- 山中五月（森川由加里）

普段はOL。『め組BAND』解散後も引き続き『ザ・地球丸』のボーカル、リーダー格としてバンドを引っ張っていくようになる。性格は演じる森川と同じ様な江戸っ子風のチャキチャキしたようなキャラクターだが、実は由里子と同じ群馬出身。
- 豊田佑子（奥田圭子）

普段は看護婦（看護師）。元々は同じ病院の医師ら同僚でバンドをやっていたが、そのバンドを見に来ていた五月に誘われてザ・地球丸に加入する。キーボード担当。腎臓透析の手術を控えるタケシという患者の男の子に恋心を寄せられている。
- 鍋島厚子（平松れい子）

メンバー中唯一の既婚で、夫と娘がいる。普段は夫とともに魚屋を経営、夫婦喧嘩も多いようである。佑子の推薦でザ・地球丸加入、ドラムを担当。
- 北村加代子（上杉今日子）

フリーターで、普段は「エルサレム」で働いている。オーナー・鈴木勉の薦めでザ・地球丸のギタリストとなる。
- 内田アキエ（藤生ゆかり）

鈴木の紹介でザ・地球丸のベーシストとして加入。実は窃盗歴がある（鈴木とも“男女の関係”があるような感じかも知れない）いわく付きの人物だが、イカ天出場直前になってその“悪い癖”が再発し、警察に再び捕まってバンドを離脱してしまう。
- 角田ヒロシ（豊原功補）

め組BANDから引き続き、ザ・地球丸でもマネージャーを務める。普段はサラリーマンをしている。
- 鈴木勉（岸部一徳）

ライブ喫茶「エルサレム」オーナー、通称“トムさん”。その昔はグループ・サウンズのメンバーだったという。外ではあちこちで女性と関係があるらしい。
- 本田一葉（阿部寛）

普段は大学院に通っている。由里子とは「いとこのはとこの、またいとこ」という遠い関係であり、恋人ではなく“兄貴”のような感じで慕われている。しかし次第に由里子に恋心のようなものを寄せられるようになる。ベルリンの壁崩壊、東西冷戦が終結に向かう1989年の世界情勢を基に、『ザ・地球丸』というバンド名を発案する。
- め組BAND

五月がザ・地球丸の前に組んでいたバンドで、本編の冒頭に登場する。五月以外は全員男性。江戸の火消しらしい黒い法被を正装として、和太鼓を叩いたり纏を振ったりするパフォーマンスを見せるが、途中ワイプに終わる。その後彼らの拠点となっていた「エルサレム」店内で、五月の発言から口論となり、喧嘩別れのような形で解散してしまう。バンド名は、五月（5月）の英語表記『MAY』から来ている。
- 三宅裕司
- 相原勇
（2人とも、イカ天本編のシーンで本人役として特別出演。）

## 『イカ天バンドフラッシュ』に登場したバンド
本作では、ドラマの中で代表的な『イカ天』出身バンドを『イカ天』本編と、1990年1月1日に行われた『輝く!日本イカ天大賞』の映像を交えて『イカ天バンドフラッシュ』と題し、3パートに分けて紹介された。なお、ここでも関口伸がナレーションを務めた。
- PART1
  - カブキロックス
  - マサ子さん
- PART2
  - NORMA JEAN
  - 宮尾すすむと日本の社長
  - C-BA
- PART3
  - One Night Stands
  - マルコシアス・バンプ
  - 人間椅子

## 劇中歌
- 『CATCH YOU』 （作詞：相原江紀、作曲：中村一気、演奏：め組BAND）
- 『チャンスに変えよう』 （作詞：相原江紀、作曲：中村一気、演奏：ザ・地球丸）
- 『みんなのヒットパレード』 （作詞：相原江紀、作曲：中村一気、演奏：ザ・地球丸）

## スタッフ
- 企画：伴憲明、樋口祐三（TBS）
- プロデューサー：小野鉄二郎、猪原達三（KANOX）、片島謙二、内野達（TBS）
- 音楽：相原江紀、中村一気
- 脚本：塩田千種
- 演出：小川定孝
- 制作：KANOX、TBS

## ソフト化
本作は、後にTBSビデオ、クラリオンソフトからビデオ化されている。現状では入手困難な面もあるが、一部レンタルビデオ店では現在も置いている所がある。
| TBS系 ドラマチック22（1990年5月12日） | TBS系 ドラマチック22（1990年5月12日） | TBS系 ドラマチック22（1990年5月12日） |
| 前番組                                | 番組名                                | 次番組                                |
| ------------------------------------- | ------------------------------------- | ------------------------------------- |
| 南くんの恋人                          | めざせ!イカ天 ロックンOL物語          | ハネムーン・ウォーズ                  |